# アニマロッサ
「アニマロッサ」（イタリア語: Anima Rossa）は、ポルノグラフィティの楽曲。2009年11月25日にSME Recordsより29作目のシングルとしてリリースされた。

## 概要
前作『この胸を、愛を射よ』から2か月半ぶりのリリース。
表題曲「アニマロッサ」は、テレビ東京系列放送アニメ『BLEACH』のオープニングテーマとして書き下ろされた。
初回仕様は『BLEACH』オリジナルワイドキャップステッカーとなっており、特典として『BLEACH』オリジナルポスター型カレンダー、「アニマロッサ」ビデオクリップ Special Ver.ネット鑑賞用パスワードが封入されている。
本作のリリースから3日後の2009年11月28日には自身初の東京ドーム公演『東京ロマンスポルノ'09 〜愛と青春の日々〜』を開催し、本作収録の「アニマロッサ」「邪険にしないで」が初披露された。
年間TOP100入りは本作が最後。

## 収録曲
| 全編曲: ak.homma, Porno Graffitti。 |                    |            |       |
| #                                   | タイトル           | 作詞・作曲 | 時間  |
| 1.                                  | 「アニマロッサ」   | 岡野昭仁   | 4:33  |
| 2.                                  | 「小規模な敗北」   | 新藤晴一   | 4:48  |
| 3.                                  | 「邪険にしないで」 | 新藤晴一   | 4:36  |
| 合計時間:                           | 合計時間:          | 合計時間:  | 13:57 |

## 楽曲解説
1. アニマロッサ
テレビ東京系列放送アニメ『BLEACH』第11期オープニングテーマ
  - 「今宵、月が見えずとも[注釈 1]」に続き、2年連続での『BLEACH』シリーズへのタイアップ起用となった。
  - 『BLEACH』で描かれている「主人公が色々な困難から自分の大事な人を守ろうとする姿」をテーマに楽曲が制作され、タイトルのアニマロッサ（イタリア語: Anima Rossa）は「赤い魂」という意味がある[5]。詞曲を手掛けた岡野は「誰かを守りたいと思ったとき、柔らかくも大きく包み込むような守り方というものもありますが、相手に突き刺さってしまうくらい心の中に煮えたぎっている愛情というものもあると思ったので、今回はそれを曲、歌詞の中に詰め込んだことでこのタイトルになりました[5]」と語っている。
  - MVではメンバーの他に「何かと闘い打ちのめされる能面姿の男」が登場する[5]。これは監督の長添雅嗣が本楽曲を聴いたときに「ボロボロになってる男の姿（反撃できないのに、なぜかカッコイイ男の姿）」を思い浮かべたことがきっかけだという[5]。また、前述のように別バージョンのMVが存在する。
  - 6年連続8回目の出場となった『第60回NHK紅白歌合戦』では本楽曲を披露した[6]。なお、『BLEACH』関連の楽曲が『NHK紅白歌合戦』で披露されるのは本楽曲が初めてである。
  - 2011年12月14日にリリースされた『BLEACH』のキャラクターコンセプトアルバム『ブリコン 〜BLEACH CONCEPT COVERS〜 2』でウルキオラ・シファー（声: 浪川大輔）によってカバーされた。
2. 小規模な敗北
  - 目の前の壁を恐れて、夢を先延ばしにすることの愚かさを歌ったミディアムロックナンバー[5]。
  - 詞曲を手掛けた新藤は「自分の生まれたときが、自分の持っている"可能性"のいちばん大きいときなんだとしたら、可能性が消耗されていくことを傍観者のように許しているのは"自分"と"現実"を折り合わせるためだという、そういうことをこの曲では書いています」と語っており、キャッチーなタイトルとは裏腹に「自暴自棄」「自分への怒り」が綴られている[5]。
3. 邪険にしないで
  - 柔らかなサウンドに愛しい人への思いを優しく綴った楽曲で[5]、歌詞は全編広島弁となっている。[7]。
  - タイトルは「邪険」と広島弁の語尾につけられる「〜じゃけん」を引っ掛けたダジャレである[5]。
  - 2010年に開催されたホールツアー『11thライヴサーキット "∠TARGET"』では「邪険にしないで 〜ご当地Ver.〜」として会場毎に一番の歌詞をその土地の方言に変えて披露された[5]。同ツアーのアンコール公演『11thライヴサーキット "∠TARGET" ENCORE』では、メンバーが選出した"ベスト・オブ・「邪険にしないで」"として青森弁バージョンが披露された[5]。

## Additional Musicians
1. アニマロッサ
  - Drums: 村石雅行
  - Bass: 根岸孝旨
  - Synthesist: 飯田高広
  - Piano, Organ & All Other Instruments: ak.homma
2. 小規模な敗北
  - Drums: 松永俊弥
  - Bass: 根岸孝旨
  - Percussion: 三沢またろう
  - Synthesist: 飯田高広
  - Organ & All Other Instruments: ak.homma
3. 邪険にしないで
  - Drums: 村石雅行
  - Bass: 根岸孝旨
  - Synthesist: 飯田高広
  - Piano, Organ & All Other Instruments: ak.homma

## 収録作品
| タイトル       | 収録作品 |
| -------------- | --- |
| アニマロッサ   | - アルバム - 8thアルバム『∠TRIGGER』 - コンピレーションアルバム『BLEACH BERRY BEST』 - ベストアルバム『PORNOGRAFFITTI 15th Anniversary "ALL TIME SINGLES"』 - ミュージックビデオ - 8thアルバム『∠TRIGGER』 - ライヴ映像 - ライヴDVD/BD『"∠TARGET" LIVE IN JCB HALL 2010』 |
| 小規模な敗北   | - 作品未収録 |
| 邪険にしないで | - ライヴ映像 - ライヴDVD/BD『"∠TARGET" LIVE IN JCB HALL 2010』 |